# وليام بيام
المقدم ويليام بيام، الحاصل على وسام الإمبراطورية البريطانية، وعضو كلية الجراحين الملكية، وعضو الأكاديمية الملكية للأطباء (19 أغسطس 1882 - 25 أكتوبر 1963)، كان طبيبًا بريطانيًا من شارع هارلي، وقد احتل الألمان منزله في غيرنزي خلال الحرب العالمية الثانية. كان بيام يهوى جمع الطوابع، وكان هاويًا بارزًا، وأُدرج اسمه في قائمة هواة جمع الطوابع المتميزين عام 1949.

## نشأته ودراسته
كان بيام ابنًا لإميلي (ني بين) واللواء ويليام بيام اللذين تزوجا في عدن. تلقى ويليام بيام الابن تعليمه في كلية ولينغتون (بركشاير)، ودرس الطب في مستشفى سانت جورج، لندن.

## فيلق الطب بالجيش الملكي
انضم بيام إلى الفيلق الطبي للجيش الملكي عام 1904، وترقى إلى رتبة مقدم.
خدم في الجيش المصري بين عامي 1908 و1916، بما في ذلك جنوب شرق السودان عام 1912، حيث مُنح وسام المجدلية من الدرجة الرابعة. كان عضوًا في وحدة الصليب الأحمر البريطاني في بلغاريا عام 1912، حيث مُنح وسام القديس ألكسندر البلغاري من الدرجة الرابعة، وفي قوة المشاة النيوزيلندية بين عامي 1914 و1916، حيث مُنح وسام النيل من الدرجة الثالثة.
في سيرته الذاتية، "الطريق إلى شارع هارلي" (1963)، وصف بيام خدمته العسكرية خلال الحرب العالمية الأولى، وأبحاثه حول حمى الخنادق، التي أجراها في مستشفى هامبستيد للقلب. كانت حمى الخنادق سببًا رئيسيًا للمرض بين الجنود خلال الحرب، وكانت طريقة انتقالها غير مؤكدة. ساهم بيام بفصلٍ عن هذه الحالة في كتاب لويدز "القمل وخطره على الإنسان" (لندن، هودر وستوتون، 1919).
أظهر بيام اهتمامًا بالغًا بمصر خلال خدمتهِ هناك، حتى أنهُ قام لاحقًا بتزيين غرفة في منزلهِ بشارع هارلي على الطراز العربي. تبرع بمحتويات تلك الغرفة، بما فيها السقف المزخرف يدويًا والألواح الخشبية، إلى السفارة المصرية في لندن.

## هواية جمع الطوابع
بدأ بيام في ممارسة هواية جمع الطوابع في عام 1923 كوسيلة للاسترخاء من ممارستهِ الطبية المرهقة وانضم إلى الجمعية الملكية لهواة جمع الطوابع في لندن (RPSL) في عام 1924. قرر التخصص في هواية جمع الطوابع في مصر، ودولة مصر كان يعرفها جيدًا، وأسس دائرة دراسة مصر في عام 1935. كانت دائرة مصر أول دائرة دراسة لهواة جمع الطوابع تؤسس في العالم، وبعد تقديم ورقة بحثية إلى مؤتمر جمعيات الطوابع البريطانية عام 1938 بعنوان "تنظيم دائرة دراسية"، ألهمت العديد من هواة جمع الطوابع الآخرين الدافع لإنشاء دوائر دراسية في مجالات تخصصهم.
خلال الحرب العالمية الثانية، صودِر منزل بيام في غيرنزي لاستخدام الضباط الألمان، وسُرقت جميع جوائزهِ وميدالياته التذكارية. لم تُستعاد قط. لحسن الحظ، بقيت مجموعة طوابع بيام في إنجلترا سالمة. وبيعت في مزاد عام 1961.

## الأوسمة والجوائز
نال بيام العديد من الأوسمة في مجال هواة جمع الطوابع. ففي عام 1931، منحتهُ الجمعية الملكية لهواة جمع الطوابع ميدالية تابلينج لأبحاثهِ في طوابع البريد المصرية، وفي عام 1956، نال ميدالية تيلارد لعرضهِ طوابع بريد مصر الصادرة بين عامي 1872 و1875. كما فاز بتسع ميداليات ذهبية في معارض دولية لهواة جمع طوابع البريد.
كان بيام أول أجنبي يُعيّن "عضوًا شرفيًا" من قِبل جمعية هواة جمع الطوابع المصرية. وكان زميلًا في جمعية مؤرخي البريد ورئيسًا لجمعية هواة جمع الطوابع الشرقية في لندن.

## وفاته
توفي بيام في 25 أكتوبر 1963. وترك خلفه زوجته واثنتين من بناته.

## من مؤلفاته
- Trench Fever, a louse-borne disease. With … a Summary of the Report of the American Trench Fever Commission by Lieut. R.H. Vercoe. Henry Frowde; Hodder & Stoughton, London, 1919.
- Practice of medicine in the tropics, by many authorities.... (Editor with Robert George Archibald) (Three volumes)
- Dr Byam in Harley Street: An autobiography. Bles, London, 1962.
- The Road to Harley Street. Bles, London, 1963.